# Roberto Lago
Roberto Lago Soto (Vigo, 30 augustus 1985) is een Spaans voetballer die bij voorkeur als linksback speelt. 

## Clubcarrière
Lago werd geboren in Vigo en sloot zich aan bij de jeugdopleiding van Celta de Vigo. Hij debuteerde voor het eerste elftal tijdens het seizoen 2006/07. In zes seizoenen speelde hij 162 competitiewedstrijden in het shirt van Celta de Vigo. In 2013 maakte hij transfervrij de overstap naar Getafe CF. Tussen 2016 en 2018 speelde hij op Cyprus voor APOEL FC.